# Ењвил (Сома)
Ењвил (фр. Aigneville) насеље је и општина у североисточној Француској у региону Пикардија, у департману Сома која припада префектури Абевил.
По подацима из 2011. године у општини је живело 842 становника, а густина насељености је износила 78,25 становника/km². Општина се простире на површини од 10,76 km². Налази се на средњој надморској висини од 114 метара (максималној 124 m, а минималној 89 m).

## Демографија
| 1962. | 1968. | 1975. | 1982. | 1990. | 1999. | 2011. |
| ----- | ----- | ----- | ----- | ----- | ----- | ----- |
| 624   | 663   | 658   | 630   | 635   | 658   | 842   |

График промене броја становника у току последњих година